# Armand Arthur Gabriel Adam
Armand Arthur Gabriel Adam (Elsene, 2 december 1890 – Luik, 27 april 1943) was een kolonel (Stafbrevethouder, afgekort BEM) in het Belgisch leger, en als lid van het Geheim Leger actief deelnemer aan het verzet, en is na verraad in Luik door de Gestapo neergeschoten. Er is een kazerne van de Belgische strijdkrachten in Duitsland naar hem vernoemd.